# PDRM FC
Der Royal Malaysia Police Football Club, ehemals PDRM FA, ist eine Fußballmannschaft aus Cheras, Malaysia. Der Verein wurde 1990 als Persatuan Bola Sepak Polis Diraja Malaysia gegründet. Aktuell spielt der Verein in der höchsten Liga des Landes, der Malaysian Super League.
PDRM ist die sportliche Abteilung der Polizei Malaysias. Die größten Erfolge der Mannschaft waren das Erreichen des Pokalfinales im Jahre 2000.

## Vereinserfolge

### National
- Malaysischer Zweitligameister: 2007, 2014[1]
- Malaysischer-FA-Cup-Finalist: 2000
- POMIS-Cup-Sieger: 2015

## Stadion
Seine Heimspiele trägt der Verein im MBPJ Stadium in Petaling Jaya aus. Das Stadion hat eine Kapazität von 30.000 Plätzen. Eigentümer des Stadions ist der Petaling Jaya City Council.

## Spieler
Stand: 16. Juni 2019
| Nr. |           | Position | Name                     |
| --- | --------- | -------- | ------------------------ |
| 1   | Malaysia  | TW       | Amirul Hafiz             |
| 2   | Malaysia  | AB       | Zain Azraai              |
| 3   | Malaysia  | AB       | Hazwan Rahman            |
| 4   | Liberia   | ST       | Patrick Ronaldinho       |
| 5   | Malaysia  | AB       | Fauzan Fauzi             |
| 8   | Malaysia  | AB       | Rainol Massat            |
| 9   | Malaysia  | MF       | Shahurain Abu Samah      |
| 10  | Malaysia  | MF       | Christopher Keli         |
| 11  | Malaysia  | ST       | Khairul Izuan Abdullah   |
| 12  | Malaysia  | ST       | Jasper Daring            |
| 14  | Malaysia  | AB       | Raja Shahrulnizam        |
| 15  | Korea Sud | ST       | Lee Chang-hoon           |
| 17  | Malaysia  | MF       | Stuart James Wilson Wark |
| 18  | Malaysia  | TW       | Willfred Jabun           |
| 19  | Malaysia  | AB       | Amir Saiful              |

| Nr. |            | Position | Name                   |
| --- | ---------- | -------- | ---------------------- |
| 20  | Malaysia   | ST       | Nor Farhan Muhammad    |
| 21  | Malaysia   | AB       | Fazli Azrin            |
| 23  | Malaysia   | MF       | Ahmad Ezrie Shafizie   |
| 24  | Malaysia   | MF       | Gopinathan Ramachandra |
| 25  | Malaysia   | AB       | Joannes Empati         |
| 26  | Montenegro | AB       | Argzim Redžović        |
| 27  | Malaysia   | AB       | Eskandar Ismail        |
| 28  | Nigeria    | MF       | Ughe Agaba             |
| 30  | Malaysia   | MF       | Fakrul Aiman Sidid     |
| 32  | Malaysia   | MF       | Safiee Ahmad           |
| 33  | Malaysia   | TW       | Shahril Saa'ri         |
| 34  | Malaysia   | AB       | Shukor Azmi            |
| 37  | Malaysia   | AB       | Azmizi Azmi            |
| 52  | Malaysia   | TW       | Bryan See              |
| 55  | Malaysia   | AB       | Farid Ramli            |
|     | Malaysia   | MF       | Mohd Syahid Zaidon     |

## Ehemalige ausländische Spieler
- Zhu Bo (1991–1992)
- Jia Xiuquan (1991–1992)
- David Annas (2004–2007)
- Mike Baraza (2006–2007)
- Hillary Echesa (2006–2008)
- Ahmad Latiff (2007–2008)
- Mohd Noh Alam Shah (2007–2008)
- Hillary Echesa (2006–2008)
- Ahmad Latiff (2007–2008)
- Mohd Noh Alam Shah (2007–2008)

## Trainer seit 1990
| Name               | Zeit bei PDRM FA | Zeit bei PDRM FA  |
| Name               | von              | bis               |
| ------------------ | ---------------- | ----------------- |
| Rahim Abdullah     | 1990             | 1991              |
| Kevin Morton       | 1992             |                   |
| David Harrison     | 1993             | bis               |
| Ismail Ramli       | 1994             |                   |
| Bahwandi Hiralal   | 1995             | 1998              |
| N/A                | 1999             | 2000              |
| K. Thayananthan    | 2001             |                   |
| Rahim Abdullah     | 2002             |                   |
| N/A                | 2003             |                   |
| Mohd Dali Wahid    | 2004             | 2006              |
| K. Thayanathan     | 2006             | 2010              |
| T. Kanapathy       | 2010             | 2011              |
| R. Nalathamby      | 2011             | 2013              |
| Dollah Salleh      | 1. Januar 2014   | 29. Juni 2014     |
| Azman Adnan        | 2014             | Juli 2015         |
| Mohd Fauzi Pilus   | Juli 2015        | November 2017     |
| Zulhamizan Zakaria | November 2017    | Juli 2018         |
| Mohd Fauzi Pilus   | Juli 2018        | Februar 2019      |
| E. Elavarasan      | 1. März 2019     | 31. Dezember 2019 |
| Ishak Kunju        | 1. Januar 2020   | 31. Dezember 2020 |
| Mat Zan Mat Aris   | 8. Februar 2021  | 30. März 2021     |
| Wan Rohaimi        | 31. März 2021    | heute             |

## Beste Torschützen seit 2011
| Saison | Name                   | Tore |
| ------ | ---------------------- | ---- |
| 2011   | Khairul Izuan Abdullah | 11   |
| 2012   | Khairul Izuan Abdullah | 27   |
| 2013   | Khairul Izuan Abdullah | 8    |
| 2014   | Ali Ashfaq             | 27   |
| 2015   | Dramane Traore         | 20   |
| 2016   | Ali Ashfaq             | 5    |
| 2017   | Dao Bakary             | 15   |
| 2018   | N/A                    |      |
| 2019   | Lee Chang-hoon         | 10   |
| 2020   | Eskandar Ismail        | 2    |
| 2021   | N/A                    |      |
| 2022   | N/A                    |      |
| 2023   | Bruno Suzuki           | 10   |

## Ausrüster und Sponsoren
| Jahr          | Ausrüster | Trikotsponsor   |
| ------------- | --------- | --------------- |
| 2012 bis 2013 | Line7     | Perkasa Jauhari |
| 2014          | Kappa     | Perkasa Jauhari |
| 2015 bis 2017 | Line7     | Forca           |
| 2018          | Line7     | ODR Lubricants  |
| 2019          | N/A       | N/A             |
| 2020          | N/A       | N/A             |